# Die Lange Erde
Die Lange Erde (Originaltitel: The Long Earth) ist ein Science-Fiction-Roman der englischen Schriftsteller Terry Pratchett und Stephen Baxter. Die englischsprachige Erstausgabe erschien im Juni 2012 bei Doubleday in der Random-House-Verlagsgruppe, eine deutsche Übersetzung von Gerald Jung im darauffolgenden Jahr im ebenfalls zu Random House gehörenden Manhattan Verlag.
Der Roman erzählt von der Entdeckung eines für jeden Menschen leicht nachzubauenden „Wechslers“, der es ermöglicht, sekundenschnell in eine angrenzende Parallelerde zu reisen, wodurch beliebig viele unerforschte Welten der titelgebenden sogenannten „Langen Erde“ erreichbar werden. Während die Menschheit damit beginnt, zunächst Zug um Zug direkte Nachbarwelten zu besiedeln, wagt sich der junge Joshua Valienté, dem die Fähigkeit zu „wechseln“ angeboren ist, gemeinsam mit einer künstlichen Intelligenz namens Lobsang in weit entfernte Gebiete der Langen Erde vor.
Die Lange Erde ist der erste Teil einer Serie, die Pratchett und Baxter mit Der Lange Krieg, Der Lange Mars und Das Lange Utopia fortsetzten und die im Jahr 2016 mit dem Band Der Lange Kosmos – an dem Pratchett aufgrund seines frühen Todes nicht mehr mitwirken konnte – ihren Abschluss fand.

## Entstehungsgeschichte
Grundlage des Romans und seiner Fortsetzungen ist Terry Pratchetts erst 2012 veröffentlichte Kurzgeschichte Die hohen Meggas, die er schon während der Veröffentlichungsphase seines ersten Scheibenweltromans (Die Farben der Magie) Mitte der 1980er-Jahre als möglichen Ausgangspunkt einer noch zu entwickelnden Serie verfasste. Der Erfolg von Die Farben der Magie veranlasste Pratchett dann aber, den Stoff vorerst beiseitezulegen, um die Geschichte rund um die Scheibenwelt weiterzuführen. Der Entschluss zur Wiederaufnahme entstand in den späten 2000er-Jahren während einer Diskussion mit Stephen Baxter, der die Idee der „Langen Erde“ ins Spiel brachte, und nach der die beiden Autoren schließlich eine Zusammenarbeit vereinbarten.
Die Handlung ist in Madison, Wisconsin, angesiedelt, was die Autoren in einer Danksagung damit erklären, dass in der Entstehungsphase des Romans ebendort eine Scheibenwelt-Convention stattgefunden habe: „Auf diese Weise konnten wir ziemlich viele Recherchen vor Ort erledigen, in einem Aufwasch, wie wir Autoren gerne sagen. Die Convention selbst wurde dann tatsächlich zum Teil ein Massenworkshop zum Thema »Lange Erde«.“
Pratchett gab die Fertigstellung des Romans am 10. Dezember 2011 via Twitter bekannt. Die erste Auflage der englischsprachigen Fassung kam schließlich am 19. Juni 2012 in den Handel.

## Handlung
Die „Lange Erde“ ist eine potenziell unendliche Abfolge von Parallelwelten, die der Erde (die als Datumspunkt der Referenzierung dient und im Roman „die Datum-Erde“ oder schlicht „die Datum“ genannt wird) ähneln und mittels eines simpel von jedermann zuhause nachzubauenden „Wechslers“ erreicht werden können. Die „Datum-Erde“ ist in diese Abfolge eingereiht, der Weg in die „Lange Erde“ führt demnach in zwei Richtungen, nämlich nach Ost und West, weshalb jede Parallelerde die entsprechende Bezeichnung „Ost 1, 2, 3…“ bzw. „West 1, 2, 3…“ trägt; darüber hinaus können die einzelnen Welten nur schrittweise eine nach der anderen durchlaufen werden. Während die der Datum-Erde näher gelegenen Welten dieser noch recht ähnlich sind, unterscheiden sich weiter entfernt liegende zunehmend in Geologie, Flora und Fauna. Allen gemein scheint aber, dass die Evolution anders als auf der „Datum“ nirgendwo Menschen hervorgebracht hat, wohl aber einige hominide Spezies wie etwa den Homo habilis.
Nach einer anfänglichen Episode, in der sich ein Soldat plötzlich statt auf dem Schlachtfeld in einem menschenleeren Wald wiederfindet, beginnt die Haupterzählung in Madison am sogenannten Wechseltag im Jahr 2015. An diesem Tag verbreitet der verschrobene Wissenschaftler Willis Linsay im Internet den Bauplan des Prototyps der Wechsler-Box, die nur eine Kartoffel als Energiequelle benötigt. Der leicht zu bauende Wechsler findet vor allem unter Kindern und Jugendlichen rasant weltweite Verbreitung. Da den meisten durch den Wechselvorgang sehr übel wird und viele sich in den angrenzenden Erden West 1 oder Ost 1 nicht orientieren können oder gar verletzen, herrscht zunächst großes Chaos. Einige Menschen bewahren jedoch einen klaren Kopf und helfen den in Not geratenen Wechslern. Als Retter tut sich besonders der junge Joshua Valienté hervor, der in einem von Nonnen betreuten Heim aufwuchs und  als einer weniger Menschen von Geburt an in der Lage ist, ohne technische Hilfe in anliegende Welten zu wechseln.
Im Jahr 2030, fünfzehn Jahre nach dem Wechseltag, wird Joshua von Lobsang, einem hochentwickelten sprechenden Computer, der behauptet, in einem früheren Leben ein tibetischer Motorradmechaniker gewesen und als künstliche Intelligenz wiedergeboren zu sein, eingeladen, in einem Luftschiff namens Mark Twain die Reise in die noch unerforschten äußersten Gebiete der „Langen Erde“ anzutreten. Gemeinsam wechseln sie viele 100.000 Schritte von der „Datum“ fort, um so viele Informationen wie möglich über die Parallelwelten zu sammeln. Dabei entdecken sie neben unbekannten Tier- und Pflanzenarten auch humanoide, ebenfalls wechselfähige Spezies, die Riesenaffen ähnlichen „Trolle“ und die koboldartigen „Elfen“. Sie dringen in den Bereich der im Auswandererjargon „Hohe Megas“ genannten Erden vor, also mehr als eine Million Schritte westlich der Datum-Erde.
Am Strand eines ausgedehnten nordamerikanischen Binnenmeers begegnen sie der natürlichen Wechslerin Sally Linsay, deren Vater Willis den Wechsler erfand und die auf eigene Faust seit ihrer Kindheit die Parallelwelten erkundet. Gemeinsam mit ihr setzen sie die Reise fort und stoßen etwa 1,5 Millionen Schritte westlich an der nordamerikanischen Pazifikküste auf die Siedlung Happy Landings, einem Ort, der schon seit Hunderten von Jahren ohne schrittweises Wechseln von natürlich wechselfähigen Menschen erreicht wurde. Die Menschen leben dort mit den durch Gesang kommunizierenden Trollen friedlich zusammen.
Als besonders gefährlich erweist sich auf der weiteren Reise eine Lücke in der Weltenabfolge, in der nie eine Erde entstanden ist. Die Reisenden stoßen darüber hinaus vermehrt auf Warnzeichen einer drohenden Gefahr, die sich der „Datum-Erde“ nähert und Trolle und Elfen zur Flucht in Richtung „Datum“ zwingt. Dafür ist ein außergewöhnlicher wechselfähiger Riesenorganismus verantwortlich, der andere Lebewesen in sich aufnehmen kann und ein einzigartiges Bewusstsein besitzt. Die Lebensform kann mit Joshua in Kontakt treten, wodurch er deren Namen „Erste Person Singular“ und das Ziel ihrer Reise, nämlich die Erforschung und Aufnahme anderer Lebewesen, erfährt. Auch Lobsang kann sich mit ihr verständigen und es gelingt ihm, sie von dem Vordringen nach Osten abzubringen.
Während Joshua und Lobsang auf Reisen sind, entwickelt der Roman in kurzen Episoden einige andere, vorwiegend politische und gesellschaftliche Probleme, die sich mit Entdeckung und Erreichbarkeit der „Langen Erde“ für die Erdbevölkerung auftun. So proklamieren irdische Staaten geografisch deckungsgleiche Gebiete in anderen Welten für sich und unterstellen sie ihrer Gesetzgebung, ohne aber tatsächlich exekutiv auf sie einwirken zu können. Außerdem wird die Frage aufgeworfen, was es ökonomisch bedeutet, durch die Existenz der Parallelerden über praktisch unbegrenzte Ressourcen an Rohstoffen zu verfügen. So wird beispielsweise Gold wertlos, da Goldlagerstätten wie diejenige, die einst den Goldrausch in Kalifornien auslöste, nun tausendfach auf anderen Erden ausgebeutet werden können. Ein Hemmnis bei der Ausbreitung der Menschen ist außerdem der Umstand, dass kein Gegenstand aus Eisen oder seinen Legierungen mitwechseln kann, sodass viele Werkzeuge und Maschinen aus anderen Materialien benutzt werden müssen.
Begleitet werden auch einige Auswanderer, wie die Familie Green, die freiwillig abgeschnitten von jeglicher Zivilisation ein vorindustrielles Leben ohne Strom, fließendes Wasser oder vorhandene Infrastruktur beginnen. Aus dem Tagebuch der Jugendlichen Helen Green erfährt der Leser Einzelheiten über den Zug bis zur Erde West 101.754 und der Gründung der Siedlung Reboot im Jahr 2026 in einer „wechselwärtigen“ Version Neuenglands. Die Greens ließen Helens wechselunfähigen Bruder Rod auf der „Datum-Erde“ zurück, wo er sich einer zunehmend terroristisch agierenden Widerstandsbewegung von Menschen anschloss, die ebenfalls nicht wechseln konnten. Rod wird schließlich am Ende des Romans Attentäter eines vernichtenden Anschlags auf die Stadt Madison.

## Hauptfiguren

### Joshua Valienté
Joshua Valienté ist ein 28-jähriger Einzelgänger, der seine Zeit damit verbringt, durch  angrenzende Parallelerden zu streifen, um für sich sein zu können. Er ist von seiner Mutter Maria auf einer Parallelerde zur Welt gebracht worden, dann aber in einem von Nonnen geführten Waisenhaus auf der „Datum-Erde“ aufgewachsen. Joshua gehört zu einer kleinen Gruppe natürlich wechselfähiger Menschen, die ohne technische Hilfsmittel durch die „Lange Erde“ reisen können, was auch einer der Gründe ist, weshalb Lobsang ihn als Begleiter auswählt.

### Lobsang
Lobsang ist eine künstliche Intelligenz, die von sich behauptet, in einem früheren Leben ein tibetischer Motorradmechaniker gewesen zu sein. Technisch gesehen ist er ein Computer, allerdings ist es ihm als erster Maschine gelungen, gerichtlich feststellen zu lassen, ein menschliches Wesen zu sein. Er ist anteiliger Besitzer der Firma transEarth, die aus der „Langen Erde“ Kapital zu schlagen versucht, und plant zur Informationsgewinnung eine Expedition in weit entfernte Parallelwelten. Lobsang ist außerdem Erbauer und als künstliche Intelligenz selbst auch Teil des Luftschiffs, der Mark Twain, mit dem er und Joshua die Reise schließlich antreten.

### Monica Jansson
Monica Jansson ist Polizistin in Madison. Bei der Untersuchung eines ausgebrannten Hauses, das einem seit dem Brand verschollenen Physiker namens Willis Linsay gehörte, findet sie in den Trümmern den Prototyp des „Wechslers“, dessen Pläne kurz zuvor schon im Internet aufgetaucht waren. Jansson beschäftigt sich hauptsächlich mit dem Problem, dass die Möglichkeit des Wechselns in Nachbarwelten zunehmend für die gezielte Durchführung von Verbrechen oder Attentaten auf der „Datum-Erde“ ausgenutzt wird.

### Sally Linsay
Sally ist die Tochter des verschwundenen Willis Linsay, dem Erfinder der „Wechsler“, aber ebenso wie Joshua in der Lage, ohne technische Hilfsmittel durch die „Lange Erde“ zu reisen. Lobsang und Joshua begegnen ihr in einem weit von der „Datum-Erde“ entfernten Gebiet, wo Sally, die die „Lange Erde“ schon lange als Einzelgängerin durchstreift, sich ihnen anschließt, um das Rätsel um die plötzlichen Wanderungen der „Trolle“ und „Elfen“ aufzuklären.

## Fortsetzungen
Die Lange Erde ist Ausgangspunkt einer Serie, die mit Der Lange Krieg (dt. 2015), Der Lange Mars (dt. 2015) und Das Lange Utopia (dt. 2016) fortgesetzt wurde. Im Juli 2013 hatten die Autoren in einem Interview mit dem Radiosender BBC 2 bekannt gegeben, einen Vertrag über „mindestens“ 5 Bücher unterzeichnet zu haben. Das fünfte Buch trägt den englischen Titel The Long Cosmos und erschien im Juni 2016, die deutschsprachige Ausgabe Der Lange Kosmos wurde am 14. November 2017 veröffentlicht.